# Яцек Куронь
Я́цек Ян Ку́ронь (пол. Jacek Jan Kuroń; 3 березня 1934, Львів, Україна — 17 червня 2004, Варшава, Польща) — польський політик і державний діяч, видатний діяч антикомуністичної опозиції.

## Біографія
З 1949 брав активну участь у діяльності прокомуністичного Польського союзу молоді (ПСМ). З 1952 був штатним інструктором харцерської організації та вступив у Польську об'єднану робочу партію (ПОРП). У листопаді 1953 виключений з ПСМ і ПОРП за критику ідеологічної концепції ПСМ.
Закінчив історичний факультет Варшавського університету (1957). Діяч незалежного студентського руху у 1960-х роках. За «відкритий лист до партії» (1965; з Каролем Модзелевським), що критикував бюрократизм і класовий характер режиму в Польській Народній Республіці з позицій демократичного марксизму, засуджений до 3 років ув'язнення (звільнений у 1967). У 1968 за організацію студентських страйків засуджений до трьох з половиною років ув'язнення.
У вересні 1976 став одним із засновників Комітету захисту робітників (пол. Komitet Obrony Robotników), в 1977 — Комітету громадської самооборони (пол. KSS KOR; пол. Komitet Samoobrony Społecznej KOR), учасник нелегальної преси й підпільної системи політичної самоосвіти.
Один із авторів стратегії діяльності незалежної профспілки «Солідарність» (1980). З упровадженням воєнного стану 13 грудня 1981 інтернований, в 1982 заарештований за обвинуваченням у спробі повалення державного ладу. Звільнений за амністією (1984).
Учасник «Круглого столу» (1989), що призвів до частково вільних виборів й перемоги на них «Солідарності». Депутат Сейму (1989—2001); міністр праці та соціальної політики (1989—1990; 1992—1993). На президентських виборах у 1995 році висувалася його кандидатура.
Наприкінці свого життя критично оцінював результати капіталістичних трансформацій у країнах Центрально-Східної Європи. В інтерв'ю 2001 року заявив:
|  | Я хотів створити демократію, але не продумав, яким чином. І ось доказ: я думав, що капіталізм може реформувати сам себе, все необхідне, наприклад робітниче самоврядування... Ось доказ моєї сліпоти... Єдине, про що я шкодую — це про свою участь в уряді. Мій уряд допоміг людям прийняти капіталізм» . |

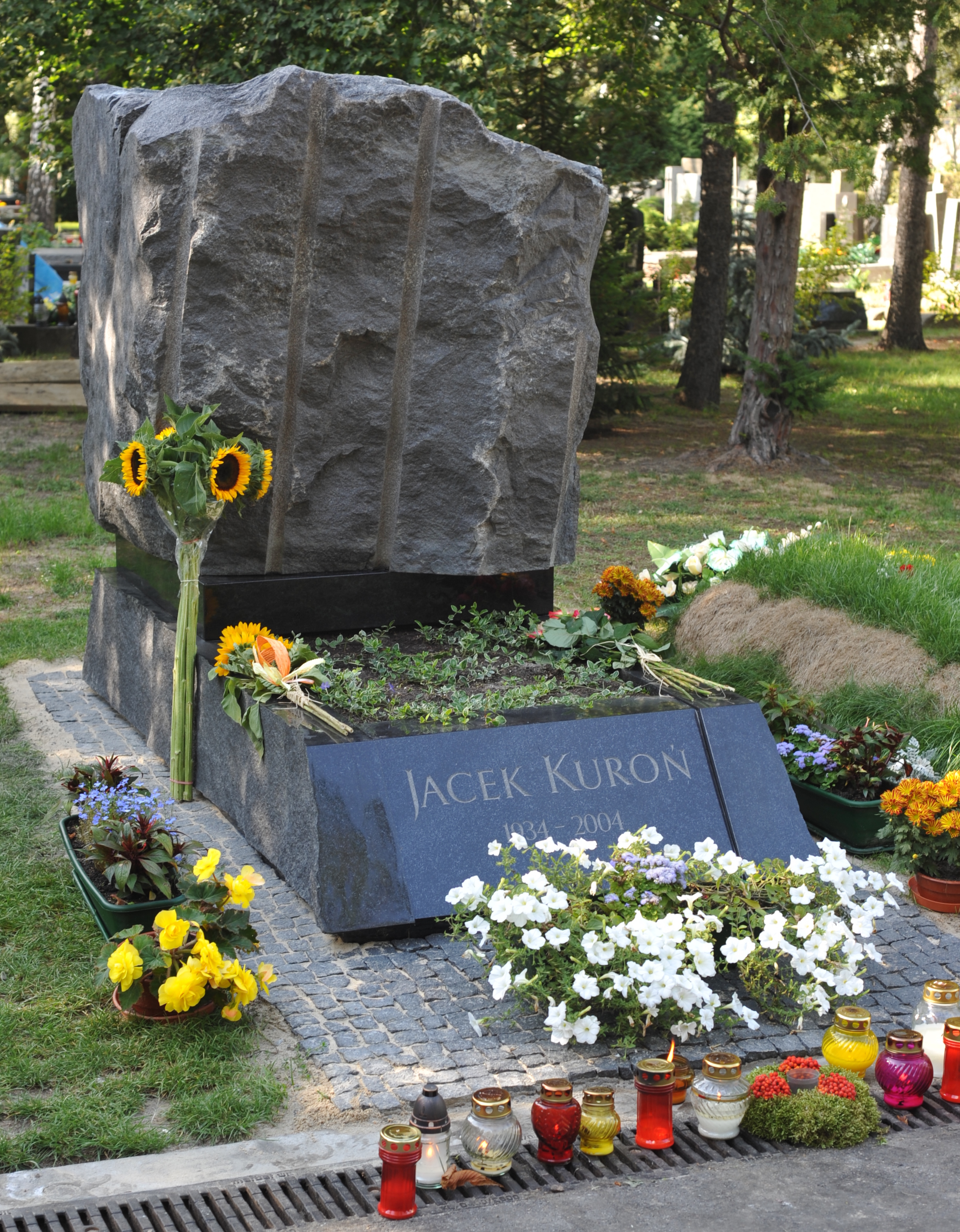
Місце поховання, кладовище Військові Повонзки, Варшава

Похований на військовому цвинтарі Повонзки у Варшаві.
Його син, Мацей — кухар (1960—2008).

## Праці

### Українські переклади
- Куронь Яцек. Поляки та українці: важкий діалог. — К.: Дух і літера, 2012. — 264 с. ISBN 978-966-378-249-2

## Визнання
Нагороджений польським орденом Білого Орла (1998), французьким орденом Почесного легіону, німецьким Орденом «За заслуги перед Федеративною Республікою Німеччина», українським орденом князя Ярослава Мудрого, литовським орденом Гедимінаса, міжнародним Орденом Усмішки. У липні 2012 року на будинку на вулиці Стрийській, 38 у Львові, де мешкав Куронь, відкрито меморіальну таблицю.
2018 року Львівська міськрада присвоїла ім'я Яцека Куроня площі біля Генерального консульства Польщі.
У Львові українські та польські друзі щорічно проводять  "Дні Яцека Куроня".